# Ribes sardoum
Ribes sardoum (лат.) — кустарник, вид рода Смородина (Galium) семейства Крыжовниковые (Grossulariaceae), эндемик Сардинии в Италии.

## Ботаническое описание

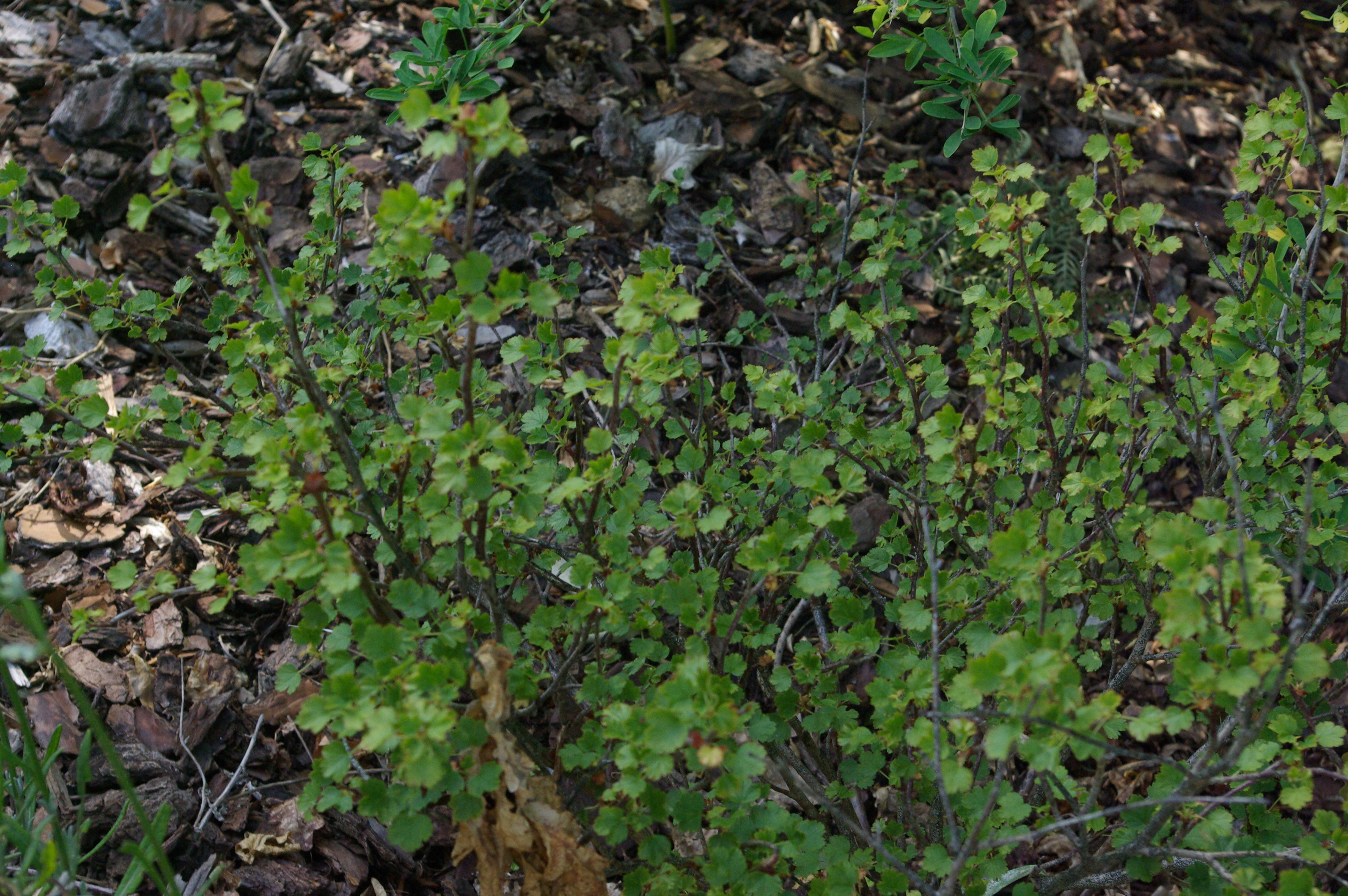
Общий вид R. sardoum (Национальный ботанический сад, Брест, Франция)

Ribes sardoum — небольшой листопадный кустарник высотой 0,8-2 м. Листья шириной 1-2 см, яйцевидные или почти круглые, с тремя-пятью маленькими лопастями и волосистым железистым стеблем листа. Цветки одиночные, мелкие и невзрачные зеленовато-жёлтого цвета с короткими черешками. Плоды — красные ягоды яйцевидной формы. Цветёт с апреля до начала июня. Плодоношение — с конца июля по октябрь. Механизмы репродуктивной биологии (то есть распространение семян, прорастание семян, клональное размножение) в значительной степени неизвестны. Вид имеет низкую плодовитость из-за раннего опадания завязей и, как следствие, низкого уровня плодоношения, а также низкой жизнеспособности семян..

## Ареал и местообитание
Ribes sardoum произрастает на Сардинии, где известна единственная популяция, расположенная на высоте около 900 м над уровнем моря, в небольшой долине, выходящей на юго-восток острова. Растёт на известняковых субстратах. Его естественная среда обитания — средиземноморская кустарниковая растительность и скалистые районы.

## Охранный статус
Это вид, находящийся под угрозой исчезновения, внесён в Красный список МСОП и в список 50 лучших островных растений Средиземноморья в рамках кампании МСОП, которым угрожает утрата среды обитания. Общее количество растений около 100.